# .bn
.bn е интернет домейн от първо ниво за Бруней. Администрира се от TelBru. Представен е през 1994 г.
Регистрациите се правят на трето ниво под домейни от второ ниво com.bn, edu.bn, org.bn and net.bn.